# Сент Мајклз (Аризона)
Сент Мајклз (енгл. St. Michaels) насељено је место без административног статуса у америчкој савезној држави Аризона.

## Демографија
По попису из 2010. године број становника је 1.443, што је 148 (11,4%) становника више него 2000. године.
| Група             | 2000.     | 2010.     |
| Белци             | 85 (6,6%) | 95 (6,6%) |
| Афроамериканци    | 1 (0,1%)  | 3 (0,2%)  |
| Азијати           | 0 (0,0%)  | 3 (0,2%)  |
| Хиспаноамериканци | 28 (2,2%) | 51 (3,5%) |
| Укупно            | 1.295     | 1.443     |